# Lanza en astillero
Lanza en astillero, subtitulado El caballero Don Quijote y otras sus tristes figuras, es un álbum antológico español de cómic de autor y vanguardia, ideado y dirigido por Jesús Cuadrado y editado por Ediciones Sinsentido con producción directa del organismo regional Junta de Comunidades de Castilla-La Mancha con motivo del IV centenario de El Quijote. El libro presenta adaptaciones de diferentes pasajes de la obra cervantina por veinticuatro historietistas, españoles y extranjeros, cuyos originales fueron objeto posteriormente de diversas exposiciones en el territorio español y latinoamericano. 

## Contenido
El álbum presenta historietas originales de los españoles Pablo Auladell, Miguel Calatayud, Marta Cano, Lorenzo Díaz, Luis Durán, Antoni Garcés, Esther Gili, Raquel Jiménez, Andrés G. Leiva, Luis Manchado, Francisco Marchante, Max, Micharmut, Álvaro Ortiz, Miguel Ángel Ortiz, Pere Joan, Miguelanxo Prado, y Karim Taylhardat; los argentinos Jorge González y Carlos Nine; la alemana Anke Feuchtenberger, el belga Denis Deprez, el italiano Stefano Ricci y el portugués Filipe Abranches. Como explica el especialista Álvaro Pons, el libro 

busca el aprecio de aquellos interesados por las posibilidades del lenguaje de la historieta y la reflexión sobre el Quijote, que incluye textos en italiano y alemán en su afán de respeto por la concepción gráfica original de los autores.

## Trayectoria editorial
El libro fue objeto de una gran tirada, la mayoría de la cual se destinó a donaciones premeditadas, y una ligera remesa para su venta a un precio facial de doce euros. Precisamente, en un acto conmemorativo del día de Castilla-La Mancha el 29 de mayo de 2009, varios ejemplares fueron repartidos por la Consejera de Educación de la región, María de los Ángeles García, perteneciente al PSOE, a los alumnos de 5º y 6º de Primaria del colegio Alvarfáñez de Minaya. Pocos días después, la presidenta de la Comisión de Educación del PP de Guadalajara, Marta Valdenebro, denunció a la Consejería de Educación por repartir a niños de tan sólo 10 años un libro con imágenes "más propias del Kamasutra que de un libro educativo". La página en cuestión es la cuarta de la historieta De venteriles razones, obra de Carlos Nine, que se corresponde con el capítulo 16 de El Quijote, donde Cervantes narra la lucha cuerpo a cuerpo entre la posadera Maritormes y Don Quijote, en la que este intenta "evitar a toda costa el contacto sexual".